# Florin Mergea
Florin Mergea (Craiova, 26 de Janeiro de 1985) é um tenista profissional romeno especialista em duplas, que já conquistou 6 títulos ATP em 13 finais disputadas e foi número 7 do ranking mundial dessa modalidade.
Suas melhores campanhas na carreira são o título do ATP Masters 1000 de Madrid e a final do ATP World Tour Finals, ambas em 2015, jogando com o indiano Rohan Bopanna.

## Masters 1000 finais

### Duplas: 1 (1 título)
| Posição | Ano  | Campeonato     | Piso   | Parceiro      | Oponentes                       | Placar                |
| ------- | ---- | -------------- | ------ | ------------- | ------------------------------- | --------------------- |
| Campeão | 2015 | Madrid Masters | Saibro | Rohan Bopanna | Marcin Matkowski Nenad Zimonjić | 6–2, 6–7(5–7), [11–9] |

## ATP finais

### Duplas: 7 (4 títulos, 3 vices)
| Legenda                           |
| --------------------------------- |
| Grand Slam (0–0)                  |
| ATP World Tour Finals (0–0)       |
| ATP World Tour Masters 1000 (1–0) |
| ATP World Tour 500 Series (1–0)   |
| ATP World Tour 250 Series (2–3)   |

| Finais por Piso |
| --------------- |
| Duro (1–2)      |
| Saibro (2–1)    |
| Grama (0–0)     |
| Carpete (0–0)   |

| Posição | N. | Data             | Torneio                                       | Piso     | Parceiro       | Oponentes                         | Placar                |
| ------- | -- | ---------------- | --------------------------------------------- | -------- | -------------- | --------------------------------- | --------------------- |
| Campeão | 1. | 20 Outubro 2013  | Erste Bank Open, Viena, Áustria               | Duro (i) | Lukáš Rosol    | Daniel Nestor Julian Knowle       | 7–5, 6–4              |
| Campeão | 2. | 9 Fevereiro 2014 | Royal Guard Open, Viña del Mar, Chile         | Saibro   | Olivier Marach | Juan Sebastián Cabal Robert Farah | 6–3, 6–4              |
| Campeão | 3. | 20 Julho 2014    | International German Open, Hamburgo, Alemanha | Saibro   | Marin Draganja | Alexander Peya Bruno Soares       | 6–4, 7–5              |
| Vice    | 1. | 17 Janeiro 2015  | Heineken Open, Auckland, Nova Zelândia        | Duro     | Dominic Inglot | Raven Klaasen Leander Paes        | 6–7(1–7), 4–6         |
| Vice    | 2. | 8 Fevereiro 2015 | Open Sud de France, Montpellier, França       | Duro (i) | Dominic Inglot | Marcus Daniell Artem Sitak        | 6–3, 4–6, [14–16]     |
| Vice    | 3. | 11 Abril 2015    | Grand Prix Hassan II, Casablanca, Marrocos    | Saibro   | Rohan Bopanna  | Rameez Junaid Adil Shamasdin      | 6–3, 2–6, [7–10]      |
| Campeão | 4. | 10 May 2015      | Madrid Open, Madrid, Espanha                  | Saibro   | Rohan Bopanna  | Marcin Matkowski Nenad Zimonjić   | 6–2, 6–7(5–7), [11–9] |